# Saint-Georges-sur-Erve

Saint-Georges-sur-Erve este o comună în departamentul Mayenne, Franța. În 2009 avea o populație de 419 de locuitori.